# Línea 193A (Interurbanos Madrid)
La línea 193A de la red de autobuses interurbanos de Madrid une El Molar con la Urbanización Cotos de Monterrey (en Venturada) y Venturada.

## Características
Esta línea une El Molar con Venturada en aproximadamente 30 min pasando por la Urbanización Cotos de Monterrey (en Venturada). Sirve como comunicación principal a la línea 191 que pocas expediciones paran en el cruce de la urbanización, y tan solo una de lunes a viernes laborables entra dentro de la urbanización (sin contar los refuerzos lectivos), a pesar de que la propia urbanización tiene más habitantes que el centro del pueblo. También sirve para acercar a los habitantes de Venturada a El Molar, municipio que disfruta de la línea 193 con un mayor número de servicios.
La urbanización Cotos de Monterrey también dispone de un microbús municipal que también complementa a la línea 191 y la línea 193A. Comunica la urbanización ampliando aún más el recorrido dentro de la urbanización de ambas líneas, realizando un recorrido circular que abarca más zonas y paradas fuera de las establecidas por el CRTM, con la rotonda de entrada a la urbanización donde hacen parada algunos servicios de la línea 191. Se pueden consultar sus horarios en la web del municipio.
Hasta julio del 2013 la línea contaba con una sublínea que realizaba solo el recorrido entre El Molar y Cotos de Monterrey.
Entre el 13 de julio hasta el 5 de noviembre de 2022, debido a las obras de reparación del puente sobre la A-1 en el km. 49 que comunica la Urbanización Cotos de Monterrey, se habilitaron nuevos horarios y refuerzos para la línea, puesto que imposibilitaba a la línea 191 acceder a la rotonda en sentido sur. Con esos refuerzos se habilitó también la tercera sublínea, actualmente dada de baja, que sólo contaba con la parada de la rotonda de la urbanización y el enlace en Venturada para los servicios directos de la línea 191.
Siguiendo la numeración de líneas del CRTM, las líneas que circulan por el corredor 1 son aquellas que dan servicio a los municipios situados en torno a la A-1 y comienzan con un 1. Aquellas numeradas dentro de la decena 190 corresponden a aquellas que circulan por la Sierra Norte de Madrid. En concreto, la línea 193A indica un incremento sobre la línea 193 ya que se necesita para enlazar con Madrid los lugares por los que circula la línea 193A. 
La línea mantiene los mismos horarios todo el año (exceptuando las vísperas de festivo y festivos de Navidad).
Está operada por la empresa ALSA mediante la concesión administrativa VCM-103 - Madrid - Buitrago - Rascafría (Viajeros Comunidad de Madrid) del Consorcio Regional de Transportes de Madrid.

### Sublíneas
Aquí se recogen todas las distintas sublíneas que ha tenido la línea 193A, incluyendo aquellas dadas de baja. La denominación de sublíneas que utiliza el CRTM es la siguiente:
- Número de línea (193A)
- Sentido de circulación (1 ida, 2 vuelta)
- Número de sublínea

Por ejemplo, la sublínea 193A103 corresponde a la línea 193A, sentido 1 (ida) y el número 03 de numeración de sublíneas creadas hasta la fecha.
La sublínea 193A102 y 193A202 marcada en negrita corresponde a sublínea que actualmente se encuentra dada de baja. Dicha sublínea corresponde al itinerario reducido El Molar - Cotos y viceversa, pero se desconocen más detalles del mismo.
| Ida     | Ruta        | Itinerario                   | Vuelta  | Ruta                                 | Itinerario                           |
| 193A101 | -           | El Molar - Cotos - Venturada | 193A201 | -                                    | Venturada - Cotos - El Molar         |
| 193A102 | Desconocido | Desconocido                  | 193A202 | Desconocido                          | Desconocido                          |
| 193A103 | cv          | Cotos (Rotonda) - Venturada  | 193A203 | Nunca existió la ruta "cv" de vuelta | Nunca existió la ruta "cv" de vuelta |

## Horarios
Los horarios que no sean cabecera son aproximados.
| Lunes a viernes laborables              |                      |                      |                      |                      |                      |
| El Molar > Venturada                    | El Molar > Venturada | El Molar > Venturada | Venturada > El Molar | Venturada > El Molar | Venturada > El Molar |
| El Molar                                | Cotos                | Venturada            | Venturada            | Cotos                | El Molar             |
| 08:20                                   | 08:35                | 08:50                | 08:50                | 09:05                | 09:20                |
| 09:30                                   | 09:45                | 10:00                | 10:15                | 10:30                | 10:45                |
| 11:00                                   | 11:15                | 11:30                | 11:45                | 12:00                | 12:15                |
| 13:00                                   | 13:15                | 13:30                | 13:50                | 14:05                | 14:20                |
| 15:00                                   | 15:15                | 15:30                | 15:45                | 16:00                | 16:15                |
| Todo el año                             |                      |                      |                      |                      |                      |
| Sábados laborables, domingos y festivos |                      |                      |                      |                      |                      |
| El Molar > Venturada                    | El Molar > Venturada | El Molar > Venturada | Venturada > El Molar | Venturada > El Molar | Venturada > El Molar |
| El Molar                                | Cotos                | Venturada            | Venturada            | Cotos                | El Molar             |
| 09:30                                   | 09:45                | 10:00                | 10:15                | 10:30                | 10:45                |
| 12:30                                   | 12:45                | 13:00                | 13:15                | 13:30                | 13:45                |
| 14:00                                   | 14:15                | 14:30                | 14:40                | 14:55                | 15:10                |

## Recorrido y paradas

### Sentido Venturada
La línea inicia su recorrido en la Calle de la Fuente de El Molar, cabecera compartida con la línea 197D. Antes de salir del casco urbano de El Molar, tiene dos paradas, en la Plaza Mayor y la Avenida de España.
Saliendo de El Molar por la A-1, se dirige a la urbanización Cotos de Monterrey entrando y saliendo de la misma por la Avenida de Monterrey en un recorrido idéntico para ambos sentidos de circulación con 3 paradas.
De nuevo toma la A-1 hasta el casco urbano de Venturada, donde tiene su cabecera.
| Código | Zona | Localidad  | Denominación                                        | Ubicación                      | Líneas de la parada                        |
| ------ | ---- | ---------- | --------------------------------------------------- | ------------------------------ | ------------------------------------------ |
| 12690  |      | El Molar   | Calle de la Fuente - Calle del Álamo                | Calle de la Fuente Nº23        | 191 193 193A 194 195 196 197D N104         |
| 09649  |      | El Molar   | Plaza Mayor - Calle de la Fuente                    | Plaza Mayor Nº10               | 191 193 193A 194 195 196 197D N104 VAC-242 |
| 09648  |      | El Molar   | Avenida de España - Calle del Almirante Martel      | Avenida de España Nº73         | 191 193 193A 194 195 196 197D N104         |
| 17974  |      | Pedrezuela | Carretera A-1 - Cruce de El Vellón                  | A-1 km. 47                     | 191 193 193A 194 195 196 197D N104         |
| 16163  |      | Venturada  | Carretera A-1 - Cruce de Cotos de Monterrey         | Calle Cotos de Monterrey S/N.º | 191 193A N104                              |
| 15547  |      | Venturada  | Avenida de Monterrey - Calle del Puerto de Canencia | Avenida de Monterrey S/N.º     | 191 193A                                   |
| 11022  |      | Venturada  | Avenida de Monterrey - Avenida de Guadarrama        | Avenida de Monterrey S/N.º     | 191 193A                                   |
| 15546  |      | Venturada  | Avenida de Monterrey - Calle del Puerto de Canencia | Avenida de Monterrey S/N.º     | 191 193A                                   |
| 10340  |      | Venturada  | Venturada - Carretera de Irún                       | Carretera de Irún Nº10         | 191 193 193A 194 195 196 197C N104 VAC-242 |

1. 1 2  Sólo permite la subida de viajeros

### Sentido El Molar
El recorrido es igual al de ida en sentido contrario.
| Código | Zona | Localidad  | Denominación                                        | Ubicación                      | Líneas de la parada                        |
| ------ | ---- | ---------- | --------------------------------------------------- | ------------------------------ | ------------------------------------------ |
| 10341  |      | Venturada  | Venturada - Carretera de Irún                       | Carretera de Irún Nº7          | 191 193 193A 194 195 196 197C N104 VAC-242 |
| 15547  |      | Venturada  | Avenida de Monterrey - Calle del Puerto de Canencia | Avenida de Monterrey S/N.º     | 191 193A                                   |
| 11022  |      | Venturada  | Avenida de Monterrey - Avenida de Guadarrama        | Avenida de Monterrey S/N.º     | 191 193A                                   |
| 15546  |      | Venturada  | Avenida de Monterrey - Calle del Puerto de Canencia | Avenida de Monterrey S/N.º     | 191 193A                                   |
| 16163  |      | Venturada  | Carretera A-1 - Cruce de Cotos de Monterrey         | Calle Cotos de Monterrey S/N.º | 191 193A N104                              |
| 16450  |      | Pedrezuela | Carretera A-1 - Cruce de El Vellón                  | A-1 km. 47                     | 191 193 193A 194 195 196 197D N104         |
| 12690  |      | El Molar   | Calle de la Fuente - Calle del Álamo                | Calle de la Fuente Nº23        | 191 193 193A 194 195 196 197D N104         |
| 09649  |      | El Molar   | Plaza Mayor - Calle de la Fuente                    | Plaza Mayor Nº10               | 191 193 193A 194 195 196 197D N104 VAC-242 |

1. 1 2  Sólo permite el descenso de viajeros

## Tarifas
Aquí se muestran las tarifas de la línea:

### Billetes sencillos
| OrigenDestino | C1    | C2    |
| C1            | 1,3 € | -     |
| C2            | 2 €   | 1,3 € |

### Abonos transporte
- En caso de portar un abono inferior a la zona tarifaria de destino, se deberá abonar un suplemento. Dicho suplemento corresponde a la diferencia entre un billete sencillo hacia la corona tarifaria de destino y un billete sencillo a la corona tarifaria del abono portado. Esta restricción también aplica a los abonos interzonales.
- No es válido el abono correspondiente a la zona , por lo que es necesario abonar el billete sencillo correspondiente a la parada de destino.
- A pesar de que las coronas tarifarias ,  y  tengan el mismo coste en el abono transporte, su uso en zonas tarifarias que no es la correspondiente no es válido y se deberá abonar el suplemento mencionado anteriormente. Es por esto que los usuarios de las coronas tarifarias  o  deberán recargar un abono de la corona  al mismo coste que las anteriores para evitar confusión.
- El abono joven y de la tercera edad son válidos para toda la línea (con las restricciones mencionadas anteriormente).

Para más información, consultar la página oficial del CRTM.